# Frecuencia cardíaca de reserva
En fisiología cardíaca, se llama frecuencia cardíaca de reserva a la diferencia entre la frecuencia cardíaca máxima estimada y la frecuencia cardíaca basal o en reposo. De esta forma en un sujeto de 20 años cuya frecuencia cardíaca máxima estimada es 200 latidos por minuto y que presenta un ritmo en reposo de 60 latidos por minuto, la frecuencia cardíaca de reserva sería 140. El concepto de frecuencia cardíaca de reserva fue publicado por Karvonen, Kentala y Mustala en 1957.

## Ritmo cardíaco de entrenamiento
Corresponde a la frecuencia cardíaca a que se está realizando un entrenamiento de una intensidad determinada. Se toma idealmente mediante un pulsómetro durante el entrenamiento y si no es posible midiendo el pulso inmediatamente después de terminado el ejercicio. El ritmo cardíaco de entrenamiento que debe alcanzarse, puede calcularse partiendo de la frecuencia cardíaca de reserva según la siguiente fórmula:
RCE = RRC x % de intensidad del ejercicio + RCB.
- RCE= Ritmo cardíaco de entrenamiento
- RCB= Ritmo cardíaco basal o frecuencia cardíaca basal.
- RRC= Ritmo de reserva cardíaca o frecuencia cardíaca de reserva.

En el caso anterior de un varón de 20 años con frecuencia cardíaca basal de 60 latidos por minuto y frecuencia cardíaca de reserva de 140, considerando un entrenamiento del 70% de intensidad, el ritmo cardíaco de entrenamiento debería ser el siguiente:
RCE = (140 x 0,70) + 60 = 158 pulsaciones por minuto.